# Bambou et Compagnie (série télévisée d'animation)
Bambou et Compagnie (Bamboo Bears) est une série télévisée d'animation franco-germano-nippo-espagnole en 52 épisodes de 26 minutes.
Elle a été diffusée en France à partir du 2 septembre 1995 sur Canal J et depuis le 3 juin 1996 sur TF1 dans l'émission À tout Spip. En Belgique vu en 1994 sur BRTN et redifuse sur Ketnet, en Français sur La Une.

## Synopsis
Bambou, un panda roux aux grandes oreilles, et ses amis Moudi et Dah-Lin cherchent à préserver la planète. Ils portent secours aux animaux en danger et luttent contre la pollution de l'environnement et le seul responsable est Rataleon (on ne voit pas son visage et il sera dévoilé au dernière épisode).

## Fiche technique
- Titre français : Bambou et Compagnie

- Titre anglais : Bamboo Bears
- Titre allemand : Die Bambus-Bären-Bande

- Création : Sicco Kingma
- Réalisation : Bernard Deyriès, Christian Choquet
- Scénario : Françoise Boublil, Dennis Livson, Jimmy Hibbert, Joe Boyle, Isabelle Neyret, Brigitte Duquesne, Gil Potter...

- Décors : Serge Valbert, Grégory Panaccione, Jean-Pierre Urbain...
- Animation : Studio SEK, Colorland Animation, Tae Sang

- Layout : Dominique Debar, Thierry Boutry (supervision)
- Musique : Axel Kroell
  - Générique interprété par Claude Lombard

- Production : Dennis Livson, Claude Berthier

- Sociétés de production : Marina Productions, TF1, TV Española, ZDF, Mitsui & Co, Pixibox, DB Post London
- Pays d'origine :  France,  Allemagne,  Japon,  Espagne

- Format : couleur - 35 mm - son stéréo
- Nombre d'épisodes : 52 (1 saison)
- Durée : 26 minutes
- Dates de première diffusion :
  - France : 2 septembre 1995 sur Canal J

## Distribution (voix)
- Mimi Young : Bambou
- Naiké Fauveau-Mellerin : Dah-Lin
- Antoine Tomé : Rataleon
- ? : Moudi

## Épisodes
1. La Rencontre
2. Les Macaques japonais
3. Les Léopards des neiges
4. Les Ours bruns
5. Les Ours polaires
6. Les Castors
7. Les Loutres de mer
8. Les Baleines à bosse
9. Les Faucons pèlerins
10. Les Loups gris
11. Les Chiens de prairie
12. Les Lamantins
13. Les Solénodons
14. Les Fourmiliers géants
15. Les Quetzals
16. Les Iguanes
17. Les Perroquets bleus
18. Les Huarkaris
19. Les Singes hurleurs
20. Les Tortues vertes
21. Les Capyraras
22. Les Condors des Andes
23. Les Vigognes
24. Les Manchots d'Adélie
25. Les Calmars géants
26. Les Lynx
27. Les Vipères d'Europe
28. Les Chauve-souris
29. Les Phoques
30. Les Renards
31. Les Grenouilles
32. Les Cigognes noires
33. Les Marmottes des Alpes
34. Les Oryx d'Arabie
35. Les Ânes sauvages
36. Les Crocodiles du Nil
37. Les Éléphants d'Afrique
38. Les Gorilles
39. Les Rhinocéros blancs
40. Les Bettongues
41. Les Loups de Tasmanie
42. Les Koalas
43. Les Poissons-scies
44. Les Rats du volcan
45. Orang-outan
46. Les Tigres
47. Les Tapirs
48. Les Tarsiens
49. Les Hirondelles
50. Les Chevaux de Przewalski
51. Les Desmans de Russie
52. Les Dauphins blancs